# NGC 5767
NGC 5767 est une galaxie spirale barrée située dans la constellation du Bouvier. Sa vitesse par rapport au fond diffus cosmologique est de 7 843 ± 8 km/s, ce qui correspond à une distance de Hubble de 115,7 ± 8,1 Mpc (∼377 millions d'al). NGC 5767 a été découverte par l'astronome américain Lewis Swift en 1885.
La classe de luminosité de NGC 5767 est I-II. Selon la base de données Simbad, NGC 5767 est une galaxie LINER, c'est-à-dire une galaxie dont le noyau présente un spectre d'émission caractérisé par de larges raies d'atomes faiblement ionisés.